# Stilobezzia tauffliebi
Stilobezzia tauffliebi är en tvåvingeart som beskrevs av Meillon 1959. Stilobezzia tauffliebi ingår i släktet Stilobezzia och familjen svidknott.
Artens utbredningsområde är Kongo. Inga underarter finns listade i Catalogue of Life.